# Untermaubach

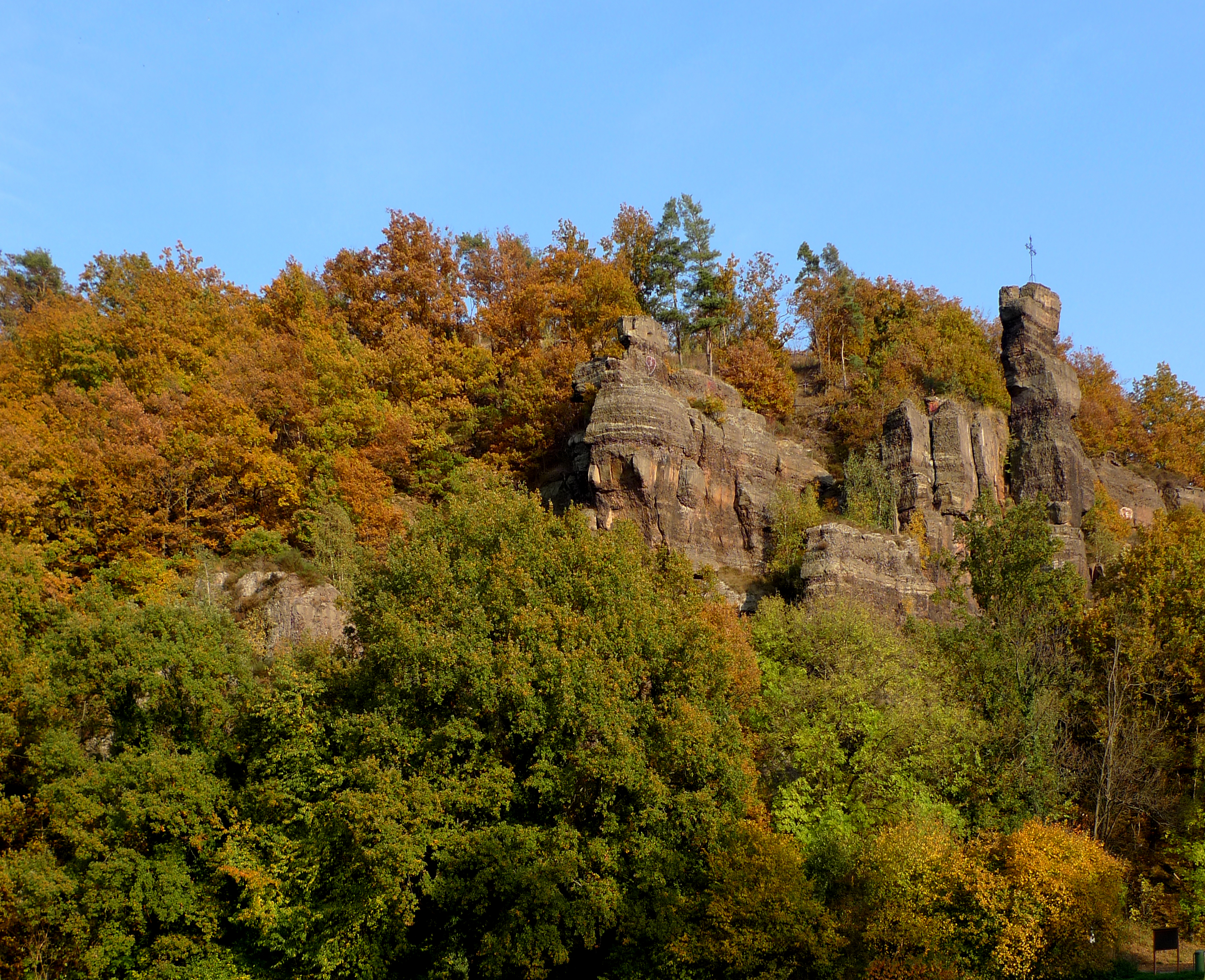
Die Buntsandsteinfelsen der Hochkoppel

Untermaubach ist ein Ortsteil von Kreuzau in der Nordeifel im Kreis Düren, Nordrhein-Westfalen, in der Rureifel gelegen.
Er liegt zwischen Kreuzau und Obermaubach. Der Ort ist für die Lage am Eingang der Eifel bekannt. Im lokalen Dialekt wird der Ort [uŋəˈmuːbaːx] ausgesprochen.

## Geschichte
Am 6. Januar 1152 wurde die „Grafschaft Molbach“ zum ersten Mal urkundlich genannt. Molbach steht für Mühlbach. Dabei handelt es sich um einen von Menschen angelegten Kanal zum Betrieb von einer oder mehreren Wassermühlen, was darauf schließen lässt, dass der Mühlbach zwischen Untermaubach und Obermaubach schon damals bestanden hat.
Am 1. Januar 1972 wurde die Gemeinde Untermaubach nach Kreuzau eingemeindet.

## Einrichtungen
Die einzige Kirche des Orts ist St. Brigida. Neben dem Kirchengebäude gehören ein Kindergarten und ein Pfarrheim zu den Einrichtungen der Pfarrgemeinde. Im Pfarrheim besteht auch eine kleine öffentliche Bibliothek. Der Pfarrer von Untermaubach betreut zusätzlich die Pfarre St. Appolinaris in Obermaubach. Zu Untermaubach gehört die St. Josef Schützenbruderschaft.

## Infrastruktur
Untermaubach ist verkehrstechnisch gut angebunden. Als öffentliche Verkehrsmittel stehen die Bahnstrecke Düren–Heimbach und eine Buslinie des Rurtalbus zur Verfügung. Die Bahnlinie wird regelmäßig in Richtung Düren und Heimbach von der RB 21 befahren.
| Linie | Linienverlauf | Takt                                                                      |
| ----- | --- | ------------------------------------------------------------------------- |
| RB 21 | Rurtalbahn: Düren – Annakirmesplatz – Kuhbrücke – Lendersdorf – Renkerstr/Krankenhaus – Tuchmühle – Kreuzau – Kreuzau, Eifelstraße – Üdingen – Untermaubach-Schlagstein – Obermaubach – Zerkall – Nideggen-Brück – Abenden – Blens – Hausen – Heimbach (Eifel) Stand: Fahrplanwechsel Dezember 2021 | 30 min / 60 min (SVZ) (Düren–Untermaubach) 60 min (Untermaubach–Heimbach) |

Die AVV-Buslinie 201 durchfährt den Ort. Bis zum 31. Dezember 2019 wurden diese Linie von der Dürener Kreisbahn bedient.
| Linie | Verlauf                                                                                        |
| ----- | ---------------------------------------------------------------------------------------------- |
| 201   | Kreuzau – Winden – Bergheim – Langenbroich – Bogheim – Untermaubach (– Obermaubach) – Bilstein |

Durch den Ort führen folgende Radwanderwege:
- Der RurUfer-Radweg verbindet die höchste Erhebung des Hohen Venn mit der Mündung der Rur in die Maas.
- Die Wasserburgenroute verbindet mehr als 130 Burgen am Rand der Eifel und in der Kölner Bucht.
- Die Kaiser-Route verläuft von Aachen nach Paderborn.
- Die Mittelland-Route (D4) verläuft von Aachen über Bonn, Siegen, Erfurt, Jena und Chemnitz nach Zittau.
- Die Pilgerroute (D7) führt von Aachen über Köln, Düsseldorf, Duisburg, Münster, Osnabrück, Bremen und Hamburg nach Flensburg.

Wirtschaftlich am bedeutendsten ist die Papierfabrik. Im Volksmund wird sie Hochkoppel-Mühle genannt, nach der Felsformation Hochkoppel, an deren Fuß sie errichtet worden ist. Grund für die Ansiedlung ist das für die Papierherstellung bestens geeignete Wasser der Rur. Seit 1998 befindet sie sich nicht mehr in Privatbesitz; der ursprünglich nach seinem Gründer benannte Betrieb Strepp wurde daraufhin in Metsä Tissue Werk Kreuzau umbenannt. Neben diesem Großbetrieb ist Untermaubach Heimat vieler Kleinbetriebe.

## Baudenkmäler

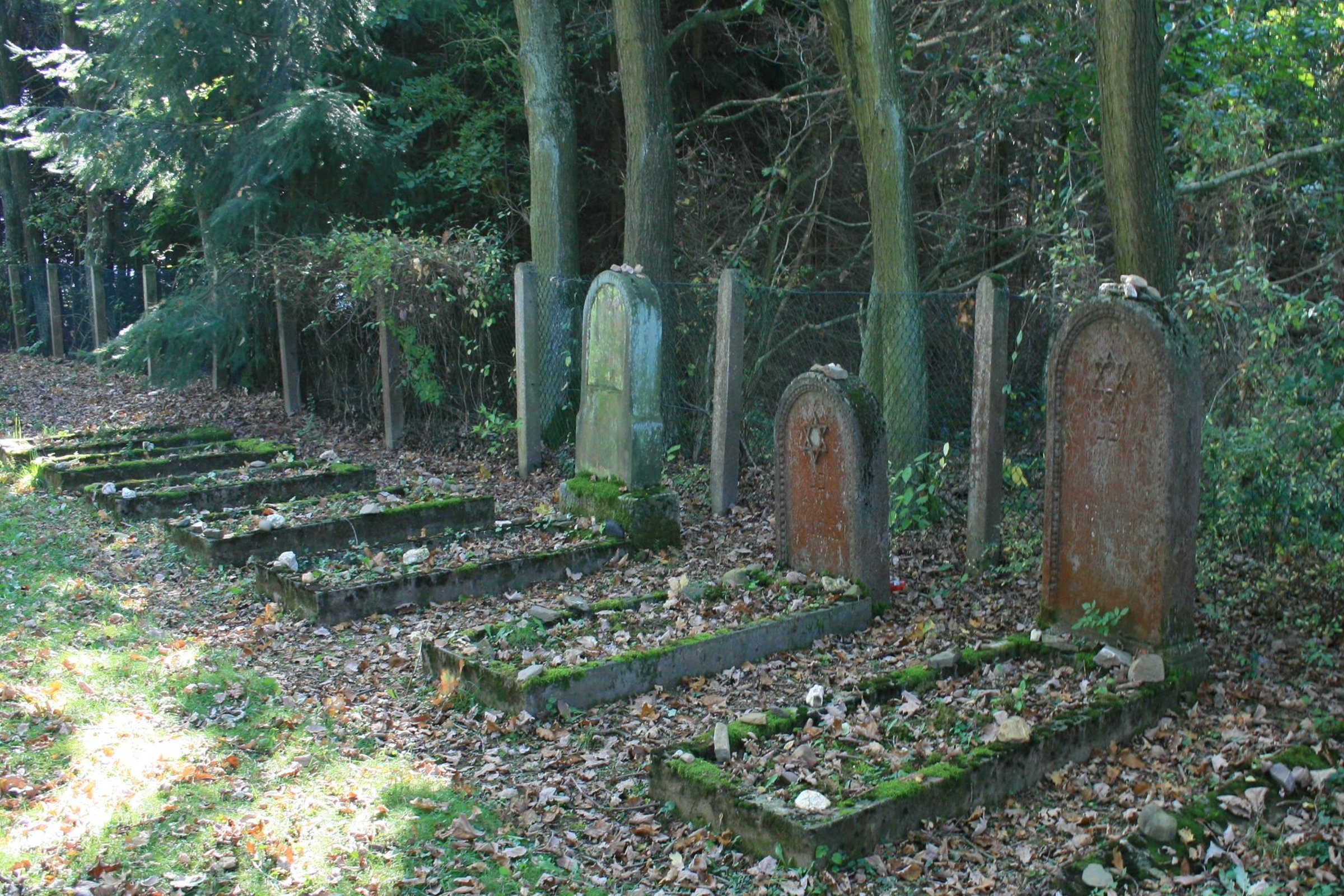
Jüdischer Friedhof

Untermaubach besitzt mehrere denkmalgeschützte Gebäude:
- Flur 12, Nr. 258, Flurbezeichnung Im langen Berg, Stützmauer entlang des „Umwegs“: Reste der ehemaligen Weinbergterrassierungen sowie Stützmauer
- Flur 4, Nr. 12, Jüdischer Friedhof
- Im Heidehof 46, Hofanlage mit Wohn-Stall-Haus, 18./19. Jahrhundert
- Lindenstraße 4, Schelfer Hof (ehem. Schöffengericht), zweigeschossiges Fachwerkhaus, inschriftlich datiert 1558
- Lindenstraße 8, zweigeschossiger Fachwerk-Winkelhof, Anfang 19. Jahrhundert
- Brigidastraße 4, zweigeschossiges Bruchsteinhaus, 16./17. Jahrhundert
- Brigidastraße 19, Bildstock aus Bruchstein, 1790
- Burgplatz 6, Burg Untermaubach, Anlage 14./15. Jahrhundert, Umbauten 17. u. 18. Jahrhundert; ehemals Sitz der Herzöge von Jülich (Waldgrafschaft), dann jeweils im Erbgang der Vlatten-Merode, Spies von Büllesheim Maubach, jetzt durch Kauf der Grafen von Spee
- Burgplatz, Kath. Pfarrkirche St. Brigida, kleine Saalkirche, mit Bruchstein 1816, erneuert 1834
- Rurstraße, Heiligenhäuschen aus Bruchstein, inschriftliche Datierung 1780
- Rurstraße, Sandsteinkreuz (Wegekreuz), 1717

## Sport
Es gibt in Untermaubach einen Fußballverein mit Mannschaften in unterschiedlichen Altersklassen. Der eigene Sportplatz liegt am Weißenberg. Vereinssport wird auch im Tennisclub betrieben. Die eigene Tennisanlage liegt im Park am Rurufer in Richtung Schlagstein.

## Persönlichkeiten
- Wilderich Graf von Spee (1830–1890), Landrat des Landkreises Düsseldorf
- Josef Graf von Spee (1876–1941), Landrat des Kreis Schleiden, wuchs auf Burg Untermaubach auf
- Friedrich von Spee (1882–1959), Landrat des Restkreises Merzig-Wadern
- Wilhelm Heinrich Burger-Willing (1882–1966), Maler, verstorben in Untermaubach